# ك. هاريسون مان
ك. هاريسون مان (بالإنجليزية: C. Harrison Mann)‏ هو سياسي أمريكي، ولد في 15 يناير 1908 في موبيل في الولايات المتحدة، وتوفي في 28 نوفمبر 1977 في مقاطعة أرلنغتون في الولايات المتحدة. حزبياً، نشط في الحزب الديمقراطي.